# Rus (Sălaj)
Rus (in ungherese Oroszmezö) è un comune della Romania di 1 142 abitanti, ubicato nel distretto di Sălaj, nella regione storica della Transilvania. 
Il comune è formato dall'unione di 3 villaggi: Buzaș, Fântânele-Rus, Rus.
Nel corso del 2004 si sono staccati da Rus i villaggi di Hășmaș e Șimișna, andati a formare il comune di Șimișna.